# Cymbastela
Cymbastela is een geslacht van sponsdieren uit de klasse van de Demospongiae (gewone sponzen).

## Soorten
- Cymbastela cantharella (Lévi, 1983)
- Cymbastela concentrica (Lendenfeld, 1887)
- Cymbastela coralliophila Hooper & Bergquist, 1992
- Cymbastela marshae Hooper & Bergquist, 1992
- Cymbastela notiaina Hooper & Bergquist, 1992
- Cymbastela sodwaniensis Samaai, Pillay & Kelly, 2009
- Cymbastela stipitata (Bergquist & Tizard, 1967)
- Cymbastela tricalyciformis (Bergquist, 1970)
- Cymbastela vespertina Hooper & Bergquist, 1992